# ランスロ＝聖杯サイクル
ランスロ＝聖杯サイクル（Lancelot-Grail、散文のランスロ（Prose Lancelot）、流布本サイクル（Vulgate Cycle）、偽マップサイクル（Pseudo-Map Cycle）とも）はフランス語で書かれたアーサー王伝説の散文作品の一つ。5巻の散文からなり、聖杯探求の物語とランスロットとグィネヴィアのロマンスを伝える。大部は13世紀初期のものだが、著者に関しては確かなことはほとんどわかっていない。ウォルター・マップの作という説は否定されている。彼はこの作品が書かれる前に死んでいるからである。この物語群はトマス・マロリーが使用した『アーサー王の死』の最も重要な典拠の一つである。

## 内容
流布本サイクルはアーサー王の伝統に非常に興味深い要素を追加している。聖杯の物語を拡大し、聖杯の騎士たちの物語を付け加えることにより、伝説にキリスト教的テーマを定着させたのである。この時代に、アーサーとマーリンの死が物語に加わり、「ブルターニュもの」はより歴史的で宗教的な色彩を帯びるようになった（結果として、ネンニウスの『ブリトン人の歴史』の路線に立ち戻ったわけである）。
この作品ではマーリンの誕生が旧約聖書の要素に結びついている。マーリンが悪魔を父親に、罪を悔いて洗礼を受けた人間を母親に持つという本作の魔法的な誕生物語はロベール・ド・ボロンが語ったものに一致する。マーリンは預言者に変化しており、神によって未来を見る力を与えられている。
このサイクルは5つの作品に分けられる。最後の3巻は最初に書かれ（1220年代頃）、最初の2巻は1230年頃になって書かれた。
- 聖杯の由来（Estoire del Saint Grail） - アリマタヤのヨセフとその息子ヨセフスが聖杯をブリテンに持ちこむ
- メルラン物語（Estoire de Merlin） - マーリンと若き日のアーサー
  - この巻には『メルラン続伝』（Suite du Merlin）が加えられており、若きアーサーの冒険がさらに追加されている。
- ランスロ本伝（Lancelot propre） - もっとも長い巻で、サイクル全体の半分を占める。ランスロットと他の円卓の騎士たちの冒険、およびランスロットとグィネヴィアの不義。
- 聖杯の探索（Queste del Saint Graal） - 聖杯探求とガラハッドによる完遂。
- アルトゥの死（Mort Artu） - モードレッドの手にかかってアーサーは死に、王国が崩壊する。

本作に続き後期流布本サイクルが書かれた。これは流布本サイクルが土台になっているが、多くの面で異なる内容となっている。

## 日本語訳
- 新倉俊一ほか訳『フランス中世文学集』全4巻、白水社、1990年～1996年
  - 第4巻に「ランスロ＝聖杯物語群」の最終部である「アーサー王の死」を収録。
- 天沢退二郎『聖杯の探索 作者不詳・中世フランス語散文物語』人文書院、1994年
  - 第4巻の「聖杯の探求」のみ。

## 関連書籍
- 渡邉浩司「13世紀における古フランス語散文＜聖杯物語群＞の成立」、『人文研紀要』（中央大学人文科学研究所）第73号（2012年）、pp. 35-59。